# Frank Faylen
Frank Faylen, né à Saint-Louis (Missouri) le 8 décembre 1905 et mort à Burbank (Californie) le 2 août 1985, est un acteur américain.

## Biographie

### Vie privée
De 1936 à sa mort, Frank Faylen est marié avec l'actrice américaine Carol Hughes (1910-1995).

## Filmographie partielle
- 1936 : Corsaires de l'air (Border Flight) d'Otho Lovering
- 1936 : En parade (Gold Diggers of 1937) de Lloyd Bacon
- 1937 : La Révolte (San Quentin) de Lloyd Bacon
- 1937 : Le Dernier Round (Kid Galahad) de Michael Curtiz
- 1938 : The Invisible Menace de John Farrow
- 1939 : Quels seront les cinq ? (Five Came Back), de John Farrow
- 1939 : En surveillance spéciale (Invisible Stripes de Lloyd Bacon
- 1940 : Ville conquise (City for Conquest), d'Anatole Litvak
- 1940 : Margie d'Otis Garrett et Paul Gerard Smith
- 1941 : Viens avec moi (Come Live with Me) de Clarence Brown
- 1941 : Le Dragon récalcitrant (The Reluctant Dragon), film d'animation des studios Disney
- 1941 : Tanks a Million, de Fred Guiol
- 1941 : Une épouse modèle (Model Wife) de Leigh Jason
- 1941 : Souvenirs (H.M. Pulham, Esq.), de King Vidor
- 1942 : Wings for the Eagle de Lloyd Bacon
- 1943 : Dixie Dugan d'Otto Brower
- 1943 : The Good Fellows de Jo Graham
- 1943 : Good Morning, Judge de Jean Yarbrough
- 1944 : L'amour cherche un toit (Standing Room Only) de Sidney Lanfield
- 1944 : See Here, Private Hargrove de Wesley Ruggles
- 1944 : Quatre Flirts et un cœur (And the Angels Sing) de George Marshall
- 1944 : Inconnu à cette adresse (Address Unknown) de William Cameron Menzies
- 1945 : L'Or et les Femmes (Bring on the Girls), de Sidney Lanfield
- 1945 : Les Caprices de Suzanne (The Affairs of Susan) de William A. Seiter (non crédité)
- 1945 : Le Poison (The Lost Weekend) de Billy Wilder
- 1945 : Le Prix du bonheur  (You Came Along) de John Farrow
- 1946 : Révolte à bord (Two Years Before the Mast) de John Farrow
- 1946 : La vie est belle (It's a Wonderful Life) de Frank Capra
- 1946 : Le Dahlia bleu (The Blue Dahlia), de George Marshall
- 1946 : La Mélodie du bonheur (Blue Skies) de Stuart Heisler
- 1946 : Californie terre promise (California) de John Farrow
- 1947 : Ma femme, la capitaine (Suddenly, It's Spring) de Mitchell Leisen
- 1947 : Le Docteur et son toubib (Welcome Stranger) de Elliott Nugent
- 1947 : Les Exploits de Pearl White (The Perils of Pauline), de George Marshall
- 1947 : Hollywood en folie (Variety Girl) de George Marshall
- 1947 : En route vers Rio (Road to Rio) de Norman Z. McLeod
- 1948 : Ciel rouge (Blood on the Moon) de Robert Wise
- 1950 : Terre damnée (Copper Canyon) de John Farrow
- 1950 : L'Homme du Nevada (The Nevadan) de Gordon Douglas
- 1950 : L'Aigle et le Vautour (The Eagle and the Hawk) de Lewis R. Foster
- 1950 : Francis, le mulet qui parle (Francis) d'Arthur Lubin
- 1951 : 14 Heures (Fourteen Hours) de Henry Hathaway
- 1951 : La Caravane des évadés (Passage West) de Lewis R. Foster
- 1951 : Espionne de mon cœur (My Favorite Spy) de Norman Z. McLeod
- 1952 : Les Indomptables (The Lusty Men) de Nicholas Ray et Robert Parrish
- 1952 : Le Relais de l'or maudit (Hangman's Knot) de Roy Huggins
- 1952 : L'Homme à l'affût (The Sniper) d'Edward Dmytryk
- 1954 : Les Révoltés de la cellule 11 (Riot in Cell Block 11) de Don Siegel
- 1954 : Jarretières rouges (Red Garters) de George Marshall
- 1955 : Le Tigre du ciel (The McConnell Story) de Gordon Douglas
- 1956 : La Mission du capitaine Benson (7th Cavalry) de Joseph H. Lewis
- 1956 : Brisants humains (Away All Boats) de Joseph Pevney
- 1956 : Everything But the Truth de Jerry Hopper
- 1957 : Règlements de comptes à OK Corral (Gunfight at the O.K. Corral) de John Sturges
- 1968 : Funny Girl de William Wyler